# Zamacueca

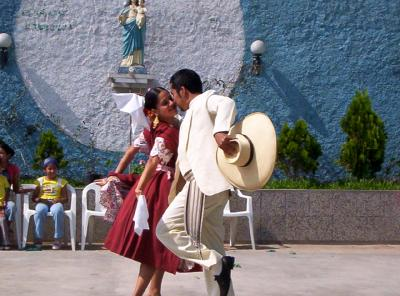
Marinera, Peru

La zamacueca, o meglio conosciuta come Marinera, è uno stile musicale peruviano e un ballo con il quale si rappresenta l'approccio amoroso della donna verso l'uomo.
La marinera ha origini peruviane. Nasce a Lima durante i secoli XVI e XVII.
Il ritmo e il tipo di esecuzione della zamacueca di Lima si sviluppa tra gruppi etnici differenti che vissero a Lima, la maggior parte di loro schiavi africani (lo stesso nome zamacueca proviene dalla lingua del centro Africa vedi tango), mulatti, indígeni meticci, spagnoli, mori, zingari e sefarditi.
Era accompagnato principalmente dal liuto (poi l'attuale chitarra), arpa e il classico cajón peruviano, una sorta di tamburo quadrato che si suona con le mani standoci seduti sopra.
La zamacueca arriva in Cile (con il nome di cueca) alla fine del XVIII secolo e l'inizio del XIX attraverso il porto di Valparaíso tramite musicisti del Callao (il porto di Lima). Dal Cile passa poi a Mendoza (Argentina) dove si trasforma poi in cueca cuyana. A metà del sec. XIX la cueca arriva in Bolivia e poi a Arequipa (Perù); dalla Bolivia raggiunge l'Argentina dove si trasforma in cueca del nord.
Dopo la guerra del Pacífico (combattuta tra Perú e Cile) i peruviani cominciarono a chiamarla cueca marinera. Esistono vari stili di marinera: di Lima (limeña), del nord (norteña), montana e del bosco.
Antichi balli simili furono: la zanguaraña, il canto jarana, la resbalosa e il tondero.